# Warrant (hudební skupina)
Warrant je americká rocková skupina založená v roce 1984 z Los Angeles, která zaznamenala úspěch v letech 1989 až 1996 s pěti alby s mezinárodními prodeji přes 10 milionů alb v sestavě Jani Lane (zpěv), Jerry Dixon (baskytara), Erik Turner (kytara), Joey Allen (kytara) a Steven Sweet (bicí).

## Historie
Skupina uspěla díky svému debutovému albu Dirty Rotten Filthy Stinking Rich (1989), které se stalo dvojitým platinovým albem a jeden ze singlů 'Heaven' se v žebříčku Billboard Hot 100 umístil na 1. místě. Úspěch skupiny pokračoval druhým albem Cherry Pie (1990), které se stalo také dvakrát platinovým a stejnojmenný singl se v žebříčku Billboard Hot 100 umístil na 10. místě.
V roce 1992 skupina vydala své třetí album, Dog Eat Dog, které se stalo zlatým albem kvůli příchodu a popularitě grunge. Album pozitivně hodnotili fanoušci i kritika a je považováno za nejsilnější album kapely. Po turné na podporu alba skupina zažívala změny a pokles popularity, kvůli kterému odešel kytarista Joey Allen a bubeník Steven Sweet v roce 1994. Mezitím jim zemřel dlouholetý manažer a opustila nahrávací společnost Columbia, která je přestala finančně podporovat a propagovat. Zpěvák Jani Lane opustil skupinu krátce po turné, ale po roce se zase vrátil.
Čtvrté album Ultraphobic (1995), které obsahovalo experimentované prvky grunge a mezi fanoušky a kritikou nezískalo pozitivní ohlasy a umístilo se pouze v žebříčku ve Velké Británii na 10. místě. Následující páté album Belly to Belly (1996) bylo víc ve směru grunge a alternativního rocku. Bylo to první album, které se neumístilo v žádném žebříčku a nedostalo žádnou kritiku.
Během 90. let skupina zažívala neustálé změny v sestavách.
Šesté album skupiny, Under the Influence, které vyšlo až v roce 2001 a je cover albem s dvěma novými skladbami. Bylo nahrané v klasickém stylu skupiny v hard rocku a glam metalu. Lane se v roce 2003 odebral na léčení kvůli závislosti na alkoholu a drogách a na začátku roku 2004 po svém návratu z léčení opustil skupinu z osobních a obchodních důvodů a vydal se na sólovou dráhu. Lane se pokusil mít vlastní verzi Warrant, ale byla zastavena právní žalobou od jeho bývalých kolegů z kapely.
Začátkem roku 2004 se vrátil po 10 letech bubeník Steven Sweet a kytarista Joey Allen a Lane byl nahrazen zpěvákem Jamiem St. Jamesem z Black 'N Blue.
V roce 2006 skupina vydala s novým zpěvákem své sedmé album Born Again. Skupina se vrátila zpátky k hard rocku a především k glam metalu. Album bylo kritikou pozitivně hodnoceno hlavně za zachování konzistence a víru v původní koncept jejich hudby.
V lednu 2008 kapela oznámila, že Lane se vrátí do skupiny k 20. výročí. Tato původní sestava skupiny měla hrát na festivalu Rocklahoma. V březnu 2008 Warrant na svých stránkách oznámila, že bude absolvovat společné letní turné s Cinderellou. Nakonec bylo turné zrušeno poté, co zpěvák Tom Keifer ze zdravotních důvodů nemohl zpívat.
V září 2008 skupina oznámila, že Jani Lane znovu opustil kapelu a později došlo k upřesnění, že se tak stalo kvůli neshodám při psaní písní. Skupina neoznámila žádné další podrobnosti o jeho nahrazení nebo své budoucnosti. Laneho nahradil zpěvák Robert Mason a nakonec souhlasil nejen s dokončením turné, ale také s tím, že se stane stálým členem kapely.
Skupina podepsala smlouvu s italskou rockovou nahrávací společností Frontiers Records a vydala osmé album, Rockaholic (2011), s novým zpěvákem Masonem. Album bylo úspěšnější než předchozí album s Jamiem St. Jamesem a po dlouhé době se kapele dokázalo album umístit v americkém žebříčku Top Hard Rock Albums na 22. místě. Skupina absolvovala turné na podporu alba se skupinami Whitesnake, Cinderella a Poison jako speciální hosté a předkapela.
11. srpna 2011 policejní oddělení v Los Angeles oznámilo, že zpěvák Jani Lane byl nalezen mrtev. O dva měsíce později koroner potvrdil, že Lane zemřel na akutní otravu alkoholem.
Skupina 29. srpna 2011 uspořádala veřejný vzpomínkový koncert pro zesnulého Janiho Lanea, kde vystoupili kapely jako Quiet Riot a L.A. Guns.
V květnu 2017 skupina vydala své deváté album Louder Harder Faster, které se umístilo na amerických žebříčkách Independent Albums na 19. místě a na britském žebříčku na 35. místě.

## Členové

#### Současní
- Erik Turner – rytmická kytara, doprovodný zpěv (1984–dosud)
- Jerry Dixon – baskytara, doprovodný zpěv (1984–dosud)
- Steven Sweet – bicí, doprovodný zpěv (1986–1994, 2004–dosud)
- Joey Allen – sólová kytara, doprovodný zpěv (1987–1994, 2004–dosud)
- Robert Mason – zpěv, akustická kytara (2008–dosud)

#### Bývalí
- Jani Lane – zpěv (1986–1993, 1994–2004, 2008)
- Adam Shore – zpěv (1984–1986)
- Max Asher – bicí (1984–1986)
- Josh Lewis – sólová kytara, doprovodný zpěv (1984–1986)
- Jamie St. James – zpěv (2004–2008)
- James Kottak – bicí (1994–1996)
- Dave White – klávesy (1992–1995)
- Rick Steier – sólová kytara, doprovodný zpěv (1994–2001)
- Bobby Borg – bicí (1996–1997)
- Mike Fasano – bicí (2000–2003, 2004)
- Billy Moris – sólová kytara, doprovodný zpěv (2000–2004)
- Mike Moris – klávesy (2000–2004)
- Kevin Phaser – bicí (2004–2008)

#### Hostující
- Scott Warren – klávesy (1989–1992)
- Vikki Foxx – bicí (1997–1998)
- Danny Wagner – klávesy (1995–1998), bicí (1998–2000)
- Keri Kelli – sólová kytara, doprovodný zpěv (2000)
- Shawn Zavodney – klávesy (2001–2004)
- Michael Foster – bicí (2001–2004)
- Robbie Crane – baskytara, doprovodný zpěv (2021–2024)

## Diskografie
- Dirty Rotten Filthy Stinking Rich (1989)
- Cherry Pie (1990)
- Dog Eat Dog (1992)
- Ultraphobic (1995)
- Belly to Belly (1996)
- Under the Influence (2001)
- Born Again (2006)
- Rockaholic (2011)
- Louder Harder Faster (2017)